# Augerelektronenspektroskopie
Die Augerelektronenspektroskopie [oʒe-] (AES, nach Pierre Auger) ist eine spektroskopische Methode zur hochempfindlichen und zerstörungsfreien Untersuchung der chemischen Zusammensetzung einer Materialoberfläche. Sie beruht auf dem Auger-Effekt, durch den ein Atom, das in geeigneter Weise angeregt wurde, ein Elektron mit einer bestimmten, je nach chemischem Element verschiedenen kinetischen Energie aussendet.

Bei der Augerelektronenspektroskopie wird das Energiespektrum der Elektronen aufgenommen, die beim Beschuss einer Oberfläche mit einem Elektronen-, Röntgen- oder UV-Strahl mit Energien bis zu einigen Kiloelektronvolt freigesetzt werden. Diese Bestrahlung erzeugt die für den Auger-Effekt nötigen Lochzustände. Die Auger-Elektronen eines bestimmten Übergangs machen sich durch einen Peak im Energiespektrum bemerkbar, dessen Energie eindeutig auf die Ordnungszahl des emittierenden Atoms schließen lässt.
Die Augerelektronenspektroskopie ist aufgrund der geringen Reichweite von Elektronen im relevanten Energiebereich (ca. 50 eV bis 3 keV) eine sehr oberflächenspezifische Methode. Die erfasste Materialschicht umfasst typischerweise nur die obersten zehn Atomlagen. Das Verfahren kann daher sehr effizient zur örtlich hochauflösenden (0,01 µm bis 100 µm) Detektierung von Verunreinigungen benutzt werden. Die Nachweisgrenze der Augerelektronenspektroskopie liegt bei ca. 0,01–0,1 at%. Erst ab diesem Wert lässt sich der AES-Peak auswerten. Soll dagegen wirklich das reine Material erfasst werden und nicht unabsichtlich aufgebrachte Verunreinigungen, die bei der Probenpräparation entstanden sind, so müssen diese zum Beispiel durch Sputtern mit Argon entfernt werden.
Mit einem Augerelektronenspektroskop können auch Bilder von der Art eines Rasterelektronenmikroskops (REM) erzeugt werden. Hierfür ist ein Sekundärelektronendetektor nötig, der die Sekundärelektronen in ein REM-Bild umwandelt. So lässt sich eine vergleichbare Auflösung wie bei einem „gewöhnlichen“ REM erzielen. Neben dieser Funktion kann man zur Bilderstellung auch noch den AES-Detektor nutzen. So lassen sich Bilder aufnehmen, die eine Materialinformation tragen. Dieses Verfahren nennt sich Raster-Augerelektronenmikroskopie (engl. scanning Auger microscopy, SAM).
Bei der Photoelektronenspektroskopie treten aus der mit Ultraviolett- oder Röntgenstrahlung bestrahlten Oberfläche außer den Photoelektronen auch Auger-Elektronen aus. Dadurch werden in den Energiespektren zusätzliche „Auger-Peaks“ verursacht. Diese unterscheiden sich von den „Photopeaks“ dadurch, dass ihre Energie nicht mit der Energie der eingestrahlten Photonen variiert.